# آمریکایی‌های فرانسوی‌تبار
آمریکایی‌های فرانسوی‌تبار (انگلیسی: French Americans; Franco-Americans) (فرانسوی: Franco-Américains‎) شهروندان یا اتباع ایالات متحده هستند که خود را دارای میراث، قومیت و/یا پیوندهای نیایی کامل یا غیرکامل فرانسوی یا فرانسوی-کانادایی می‌دانند.